# Partiet för ett solidariskt land
Partiet för ett solidariskt land, Partido País Solidario (PPS) är ett politiskt parti i Paraguay. 
I parlamentsvalet den 27 april 2003 fick PPS 3,3 % av rösterna i valet till deputeradekammaren, vilket resulterade i två av 80 mandat. I senatsvalet erövrade man 4,3 % och två av 45 senatorer.
I presidentvalet i april 2008 ingick Partiet för ett solidariskt land i den segrande Patriotiska förändringsalliansen.